# Governo Kallas II
Il Governo Kallas II (in lingua estone: Kallase II valitsus) è stato il secondo governo dell'Estonia presieduto da Kaja Kallas, in carica, per un totale 8 mesi e 29 giorni, dal 18 luglio 2022 al 17 aprile 2023.
Si è trattato del 52º governo della Repubblica dell'Estonia, dalla sua dichiarazione di indipendenza, avvenuta nel 1918.

## Storia

### Formazione
In seguito alle dimissioni del Governo Kallas I e al passaggio all’opposizione del Partito di Centro Estone, e in seguito ad accordi tra i partiti “Riformatore”, “Patria” e “Socialdemocratico”, formalizzatisi l’8 luglio, è stato possibile per la Prima Ministra uscente Kaja Kallas, formare, il 15 luglio 2022, dopo aver ottenuto l’approvazione parlamentare, una nuova coalizione di governo e, conseguentemente, un nuovo esecutivo, sostenuto dai partiti che avevano sottoscritti gli accordi precedentemente citati, e disponendo così, di una maggioranza di 55 deputati su 101 al Riigikogu.

### Dimissioni e nuovo governo
In seguito all'insediamento della nuova legislatura nata dalle elezioni del 2023, rimane dal 6 aprile de facto in carica per il disbrigo degli affari correnti. Il 12 aprile, infine, fornitole dal Riigikogu un mandato esplorativo, forma una nuova maggioranza di governo ed entra in carica a guida del suo terzo governo, ricevendo la fiducia il successivo 17 aprile.

## Situazione parlamentare
| Camera    | Collocazione | Partiti                                                | Seggi    |
| --------- | ------------ | ------------------------------------------------------ | -------- |
| Riigikogu | Maggioranza  | ER (34), ISAMAA (11), SDE (9), Non iscritti (1)        | 55 / 101 |
| Riigikogu | Opposizione  | EK (23), EKRE (19), Parempoolsed (1), Non iscritti (3) | 46 / 101 |

## Composizione
La compagine ministeriale comprende sette donne e otto uomini.
     Partito Riformatore Estone (ER)
     Patria (Isamaa)
     Partito Socialdemocratico (SDE)
| Carica                                                             | Titolare                               | Titolare                                         | Partito |
| ------------------------------------------------------------------ | -------------------------------------- | ------------------------------------------------ | ------- |
| Primo Ministro                                                     |                                        | Kaja Kallas                                      | ER      |
| Ministro delle Finanze                                             |                                        | Keit Pentus-Rosimannus (fino al 18 ottobre 2022) | ER      |
| Ministro delle Finanze                                             | Annely Akkermann (dal 19 ottobre 2022) |                                                  | ER      |
| Ministro della Pubblica Amministrazione                            |                                        | Riina Solman                                     | Isamaa  |
| Ministro degli Esteri                                              |                                        | Urmas Reinsalu                                   | Isamaa  |
| Ministro degli Affari Economici e delle Infrastrutture             |                                        | Riina Sikkut                                     | SDE     |
| Ministro dell’Impresa                                              |                                        | Kristjan Järvan                                  | Isamaa  |
| Ministro del Commercio estero e delle Tecnologie dell'Informazione |                                        | Andres Sutt                                      | ER      |
| Ministro della Giustizia                                           |                                        | Lea Danilson-Järg                                | Isamaa  |
| Ministro della Difesa                                              |                                        | Hanno Pevkur                                     | ER      |
| Ministro della Cultura                                             |                                        | Piret Hartman                                    | SDE     |
| Ministro dell'Interno                                              |                                        | Lauri Läänemets                                  | SDE     |
| Ministro dell'Istruzione e della Ricerca                           |                                        | Tõnis Lukas                                      | Isamaa  |
| Ministro dell'Ambiente                                             |                                        | Madis Kallas                                     | SDE     |
| Ministro della Salute e del Lavoro                                 |                                        | Peep Peterson                                    | SDE     |
| Ministro della Protezione Sociale                                  |                                        | Signe Riisalo                                    | ER      |
| Ministro degli Affari rurali                                       |                                        | Urmas Kruuse                                     | ER      |

Fonte:(EN) Who's who: Estonia's proposed new government, su news.err.ee, ERR News, 14 luglio 2022.